# Raoul d'Ivry
Raoul d'Ivry (... – 1015 circa) è stato un nobile normanno fratellastro di Riccardo I di Normandia in quanto figlio di secondo letto di sua madre Sprota.

## Biografia
Alla morte di Riccardo I, avvenuta nel 996, il suo successore Riccardo II era troppo giovane per salire al trono e pertanto Raoul assunse il potere, assieme alla vedova di Riccardo I, Gunnora di Normandia.
Secondo Guglielmo di Jumièges dovette sedare una doppia ribellione, nel 996, da parte dei contadini e dei nobili.. Fece arrestare il capo dei nobili ribelli Guillaume, conte d'Hiémois.

## Conti
I conti del ducato di Normandia risalgono all'anno 1000; Raoul è il primo il cui titolo è attestato da un documento (del 1011). Pierre Bauduin e David Bates sostengono che la designazione ufficiale per questo titolo risale agli anni 1040.. Fonti dell'epoca e Dudone di San Quintino, parlano soltanto di Raoul come conte ma non d'Ivry". Questa dizione si trova soltanto in storici successivi. Orderico Vitale, per esempio, lo definisce conte di Bayeux. Gli storici considerano questo un errore, a seguito di quanto scritto da Roberto di Torigni, che definì Raoul conte d'Ivry.
Dal punto di vista strategico Ivry era situata ai margini del ducato di Normandia, presso un importante quadrivio di strade romane, nella valle del fiume Eure.
Nel corso di alcuni decenni i Normanni vi avevano combattuto contro le forze della contea di Blois, dopo che avevano raggiunto il controllo su Dreux. Questa era una posizione importante per l'affermazione del dominio sul sud-est dell'Évrecin.
Coerentemente, il ducato potrebbe aver fatto delle concessioni alla contea nella direzione della provincia di Hiémois e verso Lieuvin (forêt du Vièvre).

## Famiglia
Egli era figlio di Eperleng, maestro mugnaio di Vaudreuil e di Sprota, vedova di Guglielmo I di Normandia, e quindi fratellastro di Riccardo I.
Sposò Eremberga, che morì prima del 1011, e quindi Aubrée de Canville. I suoi figli furono:
- Hugues, vescovo di Bayeux (c. 1011-1049)
- Jean d'Ivry, vescovo di Avranches (1060-1067) e quindi arcivescovo di Rouen (1067-1079)
- Emma, che sposò Osbern de Crépon, madre di William FitzOsbern, I conte di Hereford
- Raoul
- Figlia dal nome sconosciuto, che sposò Riccardo di Beaufou.